# محل جتيم (أسلم)

تعديل مصدري - تعديل

محل جتيم هي إحدى قرى عزلة أسلم اليمن بمديرية أسلم التابعة لمحافظة حجة، بلغ تعداد سكانها 28 نسمة حسب تعداد اليمن لعام 2004.